# Hubert Stevens
John Hubert Stevens, född 7 mars 1890, död 26 november 1950, var en amerikansk bobåkare.
Stevens blev olympisk guldmedaljör i tvåmansbob vid vinterspelen 1932 i Lake Placid.